# Banggai-Inseln
Die Banggai-Inseln (indonesisch: Kepulauan Banggai) sind eine Inselgruppe in Indonesien. Sie liegen am östlichen Ende der Provinz Zentralsulawesi. Der nördliche Teil der Inselgruppe gehört zum der Provinz untergeordneten Regierungsbezirk (Kabupaten) Kepulauan Banggai und der südliche Teil der Inselgruppe zum Regierungsbezirk Banggai Laut.

## Geographie
Die Bandasee, der Golf von Tolo (Teluk Tolo) und die Molukkensee umgeben die Banggai-Inseln. Die Straße von Peleng (Selat Peleng) trennt die Inselgruppe von Sulawesi. Viele der Inseln sind von Korallen umgeben.
Zu den Banggai-Inseln gehören 342 Inseln, darunter: Peleng (2340 km²), Banggai (268 km²), Bangkurung (145 km²), Bokan-Inseln (84 km²), Bowokan, Labobo (80 km²), Kebongan, Kotudan, Tropettenando, Timpau, Salue Besar (84 km²), Salue Kecil, Masepe, und Bangkulu.

## Natur
Die Banggai-Inseln liegen in der biogeographischen Übergangszone zwischen der asiatischen und der australischen Flora und Fauna, östlich der Wallace-Linie. Sie gehören zur Wallacea, einem Hotspot, das heißt einer Schlüsselregion der Erde mit sehr großer Biodiversität, in dem jedoch Tiere und Pflanzen teils stark bedroht sind. 
Tierarten, die für die Banggai-Inseln endemisch sind, sind beispielsweise der Banggai-Kardinalbarsch, die Banggai-Krähe und der Peleng-Koboldmaki.
Im Frühjahr 2000 hatte ein schweres Erdbeben erhebliche Schäden auf den Inseln verursacht.

## Anreise
Die Banggai-Inseln sind mit dem Schiff oder Boot von der Stadt Luwuk auf Sulawesi erreichbar. Luwuk ist sowohl an das Flug- als auch an das Busnetz von Sulawesi angebunden.
Trotz Eignung gibt es noch kaum Tourismus. Angeboten werden Tauchgänge.